# Русанова, Мария Николаевна
Русанова Мария Николаевна (1913—1990) — машинист подъёмной машины шахты им. Сталина, г. Прокопьевск, Герой Социалистического Труда.

## Биография
Родилась в 1913 году. С 8 лет работала в няньках у зажиточных соседей, до 16 лет не умела ни читать, ни писать. В 1929 году приехала в Прокопьевск к старшей сестре. Устроилась работать на лесопилку шахты им. Сталина. Одновременно посещала ликбез. Перейдя работать в шахтовую ламповую, Мария Николаевна записалась на курсы машинистов клетьевого подъёма. С 1933 года и до самого ухода на заслуженный отдых провела она в кресле машиниста подъёма.
В годы войны уголь не успевали поднимать по грузовым стволам, качали и по людскому. Заболеет напарница — Мария Николаевна не уходит с работы целые сутки. Кроме того, у Русановой было много общественных нагрузок. Она руководила сбором тёплых вещей и продуктов для фронта, определяла детей погибших воинов в детский сектор. 
Дочь Лера окончила Кемеровский горный институт, стала инженером и уехала в Казахстан, продолжив горняцкую династию Русановых.
В 1961 году М. Н. Русановой присвоено звание Героя Социалистического Труда.
Избиралась делегатом XXII съезда партии.